# Alvignac
 Alvignac  es una comuna y población de Francia, en la región de Mediodía-Pirineos, departamento de Lot, en el distrito de Gourdon y cantón de Gramat.
Su población en el censo de 1999 era de 573 habitantes.
Está integrada en la Communauté de communes du Pays de Padirac, de la que es la mayor población.

## Lugares de interés
- Lago de La Source
- Estación termal de Miers. Actualmente cerrada

## Demografía
| 534 | 540 | 525 | 566 | 473 | 573 |
| Para los censos de 1962 a 1999 la población legal corresponde a la población sin duplicidades (Fuente: INSEE [Consultar]) |     |     |     |     |     |